# تپه یوخاری سیال ۱
تپه یوخاری سیال ۱ مربوط به دوره ساسانیان - سده‌های اولیه و میانه دوران‌های تاریخی پس از اسلام است و در شهرستان مراغه، بخش مرکزی، دهستان سراجوی غربی، روستای داش آتان ریا، محوطه یوخاری سیال ۱ واقع شده و این اثر در تاریخ ۲۷ اسفند ۱۳۸۶ با شمارهٔ ثبت ۲۲۲۷۰ به‌عنوان یکی از آثار ملی ایران به ثبت رسیده است.